# Cantón de Thénezay
El cantón de Thénezay era una división administrativa francesa, que estaba situada en el departamento de Deux-Sèvres y la región de Poitou-Charentes.

## Composición
El cantón estaba formado por nueve comunas:
- Aubigny
- Doux
- La Ferrière-en-Parthenay
- La Peyratte
- Lhoumois
- Oroux
- Pressigny
- Saurais
- Thénezay

## Supresión del cantón de Thénezay
En aplicación del Decreto n.º 2014-176 de 18 de febrero de 2014, el cantón de Thénezay fue suprimido el 22 de marzo de 2015 y sus 9 comunas pasaron a formar parte del nuevo cantón de La Gâtine.